# Hans-Peter Müller (Sänger)
Hans-Peter Müller (* 31. Januar 1958 in Erfurt) ist ein deutscher Komponist und Interpret volkstümlicher Musik.

## Leben
Müller erlernte in Erfurt ab 1974 den Beruf des Elektromaschinenbauers.
Nachdem er 1977 nach Neuhaus am Rennweg zog legte er ein Kulturstudium ab und wurde zum Ensembleleiter des Folkloreensembles „Anna Seghers“ Neuhaus am Rennweg.
Nach 1990 machte er sich als Interpret, Texter, Komponist, Produzent und Verleger selbstständig.
Er ist offizieller Botschafter des Naturpark Thüringer Wald.
Für sein soziales Engagement, und als der musikalische Botschafter Thüringens, erhielt er am 14. Mai 2009 die Verdienstmedaille des Verdienstordens der Bundesrepublik Deutschland.

## Musikalische Laufbahn
- 1972–1984 Diverse Bands
- 1984–1994 Die lustigen Stammtischmusikanten
- 1992–1994 Peter und Peter
- 1995–2002 Die Wäldler
- seit 2002 Hans im Glück

## Diskografie (Auszug)
- 2002: Wer so wie ich die Berge liebt
- 2002: Wenn ein Seemann träumt
- 2004: Am Rennsteig hats geschneit
- 2004: Mundart aus Südthüringen
- 2005: Heimat
- 2006: Ich sag es mit Musik
- 2007: Heimat am Rennsteig – Die großen Erfolge
- 2009: Wanderzeit
- 2012: DVD Wanderparadies
- 2013: Dezembertage
- 2017: Meine schönsten Schlagermelodien – Schau in Dein Herz
- 2020: Bergheide

## Auszeichnungen
- Verdienstmedaille des Verdienstordens der Bundesrepublik Deutschland
- Musikantenkönig bei Achims Hitparade im MDR